# Virtual Extensible LAN
Le VXLAN (Virtual Extensible LAN) est une technologie de virtualisation réseau qui vise à résoudre des problèmes d'évolutivité associés au déploiement du cloud computing. Il utilise une technique d'encapsulation proche du VLAN et permet d’encapsuler des trames Ethernet de couche 2 OSI dans des datagrammes UDP de couche 4. Le numéro de port UDP de destination par défaut attribué par l’IANA pour le VXLAN est le 4789.
Les paramètres VXLAN, qui cloisonnent les VXLAN et peuvent être des switchs virtuels ou physiques, sont aussi connus sous le terme VTEP (VXLAN Tunnel Endpoints)